# Mbaye Diagne
Mbaye Diagne, né le 18 mars 1958 à Coki au Sénégal et mort le 31 mai 1994 à Kigali, est un officier sénégalais.
Il était observateur militaire de la Mission des Nations unies pour l'assistance au Rwanda. Il a sauvé à lui seul plusieurs centaines de personnes du génocide au Rwanda au péril de sa propre vie.

## Biographie
Diagne est né au Sénégal. Après avoir obtenu son diplôme de l'université de Dakar, il s'est inscrit à l'École nationale des officiers d'active de l'armée sénégalaise. Il termine sa scolarité l'année suivante et atteint finalement le grade de capitaine. Il reçoit le commandement de la 3e compagnie du 6e bataillon d'infanterie et combat dans le conflit en Casamance de 1989 à 1993.
Cette année-là, Diagne a été envoyé au Rwanda dans le cadre d'une équipe d'observateurs militaires de l'Organisation de l'unité africaine chargée de surveiller la guerre civile rwandaise, un conflit qui opposait le gouvernement dominé par les Hutus et le Front patriotique rwandais (FPR) dirigé par les Tutsis. Plus tard, il a été affecté à la Mission des Nations unies pour l'assistance au Rwanda (MINUAR), une force de maintien de la paix des Nations unies destinée à superviser la mise en œuvre des accords d'Arusha - un accord de paix destiné à mettre fin à la guerre. En avril 1994, le président du Rwanda a été tué. Les extrémistes hutus ont été à l'origine du génocide rwandais, ciblant les membres de la minorité ethnique tutsie. Ils ont assassiné le Premier ministre hutu modéré Agathe Uwilingiyimana, et Diagne a sauvé ses enfants et leur a assuré un passage sûr hors du pays. Il a ensuite entrepris de nombreuses missions seul autour de Kigali en violation des règles d'engagement de l'ONU, cachant des Tutsis dans sa voiture et les évacuant vers des installations de l'ONU. Il a également protégé certains Hutus et a travaillé à la sauvegarde de la communauté sénégalaise expatriée. Il existe diverses estimations du nombre de vies sauvées par Diagne, allant jusqu'à plus de 1 000.
Le 31 mai 1994, Diagne a été tué lorsqu'un obus de mortier lancé par les forces du FPR (front patriotique rwandais) a explosé près de sa voiture alors qu'il était arrêté à un poste de contrôle gouvernemental. Sa mort a conduit l'ONU à suspendre les opérations de secours à Kigali. Son corps a été rapatrié au Sénégal et enterré avec tous les honneurs militaires. En 2005, Diagne a été décoré à titre posthume du grade de Chevalier dans l'Ordre national du Lion du Sénégal. Le Conseil de sécurité des Nations unies a créé la médaille du capitaine Mbaye Diagne pour courage exceptionnel par la résolution 2154 du 8 mai 2014 en son honneur.
Le 22 mars 2024, une statue érigée en son honneur, en face du cercle mess des officiers dans la capitale Dakar.